# Danh sách chuyển nhượng bóng đá Anh hè 2014
Đây là danh sách chuyển nhượng bóng đá Anh trong thị trường chuyển nhượng hè 2014. Chỉ có những thương vụ có mặt ít nhất một câu lạc bộ của Premier League hay Championship được liệt kê ở đây.
Danh sách này bao gồm chuyển nhượng của ít nhất một câu lạc bộ ở Premier League hay Football League Championship hoàn tất sau sự kết thúc của thị trường chuyển nhượng đông 2013–14 và trước khi kết thúc thị trường hè 2014.
Các cầu thủ tự do có thế ký hợp đồng vào bất cứ lúc nào, các câu lạc bộ dưới Premier League có thể mượn cầu thủ bất cứ lúc nào. Câu lạc bộ có thể mua thủ môn trong trường hợp khẩn cấp.

## Chuyển nhượng
Tất cả các cầu thủ và câu lạc bộ không có lá cờ đều là của Anh. Ghi chú rằng trong khi Cardiff City và Swansea City liên kết với Hiệp hội bóng đá Wales nên có lá cờ Wales, nhưng họ thi đấu ở Hệ thống các giải bóng đá ở Anh, và vì vậy chuyển nhượng của họ cũng nằm ở đây.
| Thời gian              | Cầu thủ                   | Nơi đi                  | Nơi đến                  | Giá                |
| ---------------------- | ------------------------- | ----------------------- | ------------------------ | ------------------ |
| 1 tháng 2 năm 2014     | Cala                      | Sevilla                 | Cardiff City             | Miễn phí           |
| 1 tháng 2 năm 2014     | Simeon Jackson            | Eintracht Braunschweig  | Millwall                 | Miễn phí           |
| 3 tháng 2 năm 2014     | Jimmy Spencer             | Huddersfield Town       | Notts County             | Miễn phí           |
| 4 tháng 2 năm 2014     | Sam Baxter                | West Ham United         | Gillingham               | Miễn phí           |
| 4 tháng 2 năm 2014     | Ryan Hall                 | Leeds United            | Milton Keynes Dons       | Miễn phí           |
| 5 tháng 2 năm 2014     | Markus Holgersson         | Tự do                   | Wigan Athletic           | Miễn phí           |
| 6 tháng 2 năm 2014     | Elliot Grandin            | Crystal Palace          | Blackpool                | Miễn phí           |
| 7 tháng 2 năm 2014[a]  | Hiram Boateng             | Crystal Palace          | Crawley Town             | Cho mượn           |
| 7 tháng 2 năm 2014[a]  | Cameron Dawson            | Sheffield Wednesday     | Plymouth Argyle          | Cho mượn           |
| 7 tháng 2 năm 2014[a]  | Brennan Dickenson         | Brighton & Hove Albion  | Northampton Town         | Cho mượn           |
| 7 tháng 2 năm 2014[a]  | Matthew Dolan             | Middlesbrough           | Bradford City            | Cho mượn           |
| 7 tháng 2 năm 2014[a]  | Shwan Jalal               | Bournemouth             | Leyton Orient            | Cho mượn           |
| 7 tháng 2 năm 2014[a]  | Sullay Kaikai             | Crystal Palace          | Crawley Town             | Cho mượn           |
| 7 tháng 2 năm 2014[a]  | Jacob Murphy              | Norwich City            | Swindon Town             | Cho mượn           |
| 7 tháng 2 năm 2014[a]  | Adedeji Oshilaja          | Cardiff City            | Sheffield Wednesday      | Cho mượn           |
| 8 tháng 2 năm 2014     | Ade Azeez                 | Charlton Athletic       | Dagenham & Redbridge     | Cho mượn           |
| 8 tháng 2 năm 2014     | Paul Green                | Leeds United            | Ipswich Town             | Cho mượn           |
| 8 tháng 2 năm 2014     | Jordan Pickford           | Sunderland              | Carlisle United          | Cho mượn           |
| 8 tháng 2 năm 2014     | Daniel Redmond            | Wigan Athletic          | Carlisle United          | Cho mượn           |
| 8 tháng 2 năm 2014     | Luke Varney               | Leeds United            | Blackburn Rovers         | Cho mượn           |
| 11 tháng 2 năm 2014    | John Marquis              | Millwall                | Northampton Town         | Cho mượn           |
| 12 tháng 2 năm 2014    | Gary Gardner              | Aston Villa             | Sheffield Wednesday      | Cho mượn           |
| 12 tháng 2 năm 2014    | Dominic McHale            | Tự do                   | Barnsley                 | Miễn phí           |
| 12 tháng 2 năm 2014    | Josh McQuoid              | Bournemouth             | Peterborough United      | Cho mượn           |
| 12 tháng 2 năm 2014    | Tomás Mejías              | Real Madrid             | Middlesbrough            | Cho mượn           |
| 13 tháng 2 năm 2014    | Eldin Jakupović           | Hull City               | Leyton Orient            | Cho mượn           |
| 13 tháng 2 năm 2014    | Ben Nugent                | Cardiff City            | Peterborough United      | Cho mượn           |
| 14 tháng 2 năm 2014    | Chuba Akpom               | Arsenal                 | Coventry City            | Cho mượn           |
| 14 tháng 2 năm 2014    | Leon Best                 | Blackburn Rovers        | Sheffield Wednesday      | Cho mượn           |
| 14 tháng 2 năm 2014    | Sam Hutchinson            | Chelsea                 | Sheffield Wednesday      | Cho mượn           |
| 14 tháng 2 năm 2014    | Ryan Inniss               | Crystal Palace          | Gillingham               | Cho mượn           |
| 14 tháng 2 năm 2014    | Stephen McPhail           | Sheffield Wednesday     | Shamrock Rovers          | Miễn phí           |
| 14 tháng 2 năm 2014    | Michael Petrasso          | Queens Park Rangers     | Coventry City            | Cho mượn           |
| 14 tháng 2 năm 2014    | Conor Wilkinson           | Bolton Wanderers        | Torquay United           | Cho mượn           |
| 15 tháng 2 năm 2014    | Jordan Bowery             | Aston Villa             | Doncaster Rovers         | Cho mượn           |
| 18 tháng 2 năm 2014    | Federico Bessone          | Tự do                   | Millwall                 | Miễn phí           |
| 18 tháng 2 năm 2014    | Craig Lynch               | Sunderland              | Rochdale                 | Miễn phí           |
| 18 tháng 2 năm 2014    | Rubén Palazuelos          | Tự do                   | Yeovil Town              | Miễn phí           |
| 18 tháng 2 năm 2014    | Lee Tomlin                | Peterborough United     | Middlesbrough            | Không tiết lộ      |
| 19 tháng 2 năm 2014    | Jake Carroll              | Huddersfield Town       | Bury                     | Cho mượn           |
| 19 tháng 2 năm 2014    | Ben Davies                | Derby County            | Sheffield United         | Cho mượn           |
| 19 tháng 2 năm 2014    | Ravel Morrison            | West Ham United         | Queens Park Rangers      | Cho mượn           |
| 19 tháng 2 năm 2014    | Curtis Obeng              | Swansea City            | Queens Park Rangers      | Cho mượn           |
| 20 tháng 2 năm 2014    | Duane Holmes              | Huddersfield Town       | Yeovil Town              | Cho mượn           |
| 20 tháng 2 năm 2014    | Joe Mason                 | Cardiff City            | Bolton Wanderers         | Cho mượn           |
| 21 tháng 2 năm 2014    | Jack Butland              | Stoke City              | Leeds United             | Cho mượn           |
| 21 tháng 2 năm 2014    | Michael Drennan           | Aston Villa             | Portsmouth               | Cho mượn           |
| 21 tháng 2 năm 2014    | Jordon Ibe                | Liverpool               | Birmingham City          | Cho mượn           |
| 21 tháng 2 năm 2014    | Sanmi Odelusi             | Bolton Wanderers        | Milton Keynes Dons       | Cho mượn           |
| 21 tháng 2 năm 2014    | Marcus Tudgay             | Nottingham Forest       | Charlton Athletic        | Cho mượn           |
| 24 tháng 2 năm 2014    | Lucas Neill               | Tự do                   | Watford                  | Miễn phí           |
| 25 tháng 2 năm 2014    | Larnell Cole              | Fulham                  | Milton Keynes Dons       | Cho mượn           |
| 25 tháng 2 năm 2014    | Neil Etheridge            | Fulham                  | Crewe Alexandra          | Cho mượn           |
| 25 tháng 2 năm 2014    | Josh Morris               | Blackburn Rovers        | Fleetwood Town           | Cho mượn           |
| 25 tháng 2 năm 2014    | Ryan Tunnicliffe          | Fulham                  | Wigan Athletic           | Cho mượn           |
| 26 tháng 2 năm 2014    | Connor Wickham            | Sunderland              | Leeds United             | Cho mượn           |
| 27 tháng 2 năm 2014    | John Egan                 | Sunderland              | Southend United          | Cho mượn           |
| 27 tháng 2 năm 2014    | Kevin Foley               | Wolverhampton Wanderers | Blackpool                | Cho mượn           |
| 27 tháng 2 năm 2014    | Jesse Lingard             | Manchester United       | Brighton & Hove Albion   | Cho mượn           |
| 27 tháng 2 năm 2014    | Lee Naylor                | Tự do                   | Derby County             | Miễn phí           |
| 27 tháng 2 năm 2014    | Jonathan Williams         | Crystal Palace          | Ipswich Town             | Cho mượn           |
| 28 tháng 2 năm 2014    | Bobby Grant               | Blackpool               | Fleetwood Town           | Cho mượn           |
| 28 tháng 2 năm 2014    | Alan Hutton               | Aston Villa             | Bolton Wanderers         | Cho mượn           |
| 3 tháng 3 năm 2014     | Connor Ripley             | Middlesbrough           | Östersund                | Cho mượn           |
| 3 tháng 3 năm 2014     | Nathan Tyson              | Blackpool               | Notts County             | Cho mượn           |
| 5 tháng 3 năm 2014[b]  | Nemanja Vidić             | Manchester United       | Internazionale           | Miễn phí           |
| 6 tháng 3 năm 2014     | Kieron Freeman            | Derby County            | Sheffield United         | Cho mượn           |
| 7 tháng 3 năm 2014     | Adam Drury                | Leeds United            | Bradford City            | Cho mượn           |
| 7 tháng 3 năm 2014     | Sam Foley                 | Yeovil Town             | Shrewsbury Town          | Cho mượn           |
| 7 tháng 3 năm 2014     | Michael Keane             | Manchester United       | Blackburn Rovers         | Cho mượn           |
| 8 tháng 3 năm 2014     | Adam Buxton               | Wigan Athletic          | Accrington Stanley       | Cho mượn           |
| 8 tháng 3 năm 2014     | Liam Feeney               | Millwall                | Blackburn Rovers         | Cho mượn           |
| 11 tháng 3 năm 2014    | James Alabi               | Stoke City              | Scunthorpe United        | Cho mượn           |
| 11 tháng 3 năm 2014    | Reece Brown               | Watford                 | Carlisle United          | Cho mượn           |
| 11 tháng 3 năm 2014    | James Pearson             | Leicester City          | Carlisle United          | Cho mượn           |
| 11 tháng 3 năm 2014    | Jakub Sokolík             | Liverpool               | Southend United          | Cho mượn           |
| 13 tháng 3 năm 2014    | Mason Bennett             | Derby County            | Chesterfield             | Cho mượn           |
| 13 tháng 3 năm 2014    | Lloyd Isgrove             | Southampton             | Peterborough United      | Cho mượn           |
| 13 tháng 3 năm 2014    | Jack Stephens             | Southampton             | Swindon Town             | Cho mượn           |
| 14 tháng 3 năm 2014    | Adel Gafaiti              | Norwich City            | Oldham Athletic          | Cho mượn           |
| 14 tháng 3 năm 2014    | Cristian López            | Huddersfield Town       | Northampton Town         | Cho mượn           |
| 14 tháng 3 năm 2014    | Nyron Nosworthy           | Watford                 | Bristol City             | Cho mượn           |
| 15 tháng 3 năm 2014    | Martin Paterson           | Huddersfield Town       | Bristol City             | Cho mượn           |
| 17 tháng 3 năm 2014    | Rhys McCabe               | Sheffield Wednesday     | Portsmouth               | Cho mượn           |
| 17 tháng 3 năm 2014    | Jonathan Obika            | Tottenham Hotspur       | Charlton Athletic        | Cho mượn           |
| 17 tháng 3 năm 2014[b] | Johan Ter Horst           | Folkestone Invicta      | Hull City                | Không tiết lộ      |
| 18 tháng 3 năm 2014    | Jack Collison             | West Ham United         | Wigan Athletic           | Cho mượn           |
| 18 tháng 3 năm 2014    | Dominic Iorfa             | Wolverhampton Wanderers | Shrewsbury Town          | Cho mượn           |
| 18 tháng 3 năm 2014    | James Loveridge           | Swansea City            | Milton Keynes Dons       | Cho mượn           |
| 20 tháng 3 năm 2014    | Chris Baird               | Tự do                   | Burnley                  | Miễn phí           |
| 21 tháng 3 năm 2014    | Robert Earnshaw           | Tự do                   | Blackpool                | Miễn phí           |
| 21 tháng 3 năm 2014    | Ryan Edwards              | Blackburn Rovers        | Morecambe                | Cho mượn           |
| 21 tháng 3 năm 2014    | Jamar Loza                | Norwich City            | Southend United          | Cho mượn           |
| 24 tháng 3 năm 2014    | Alex Henshall             | Manchester City         | Ipswich Town             | Cho mượn           |
| 25 tháng 3 năm 2014    | Gboly Ariyibi             | Leeds United            | Tranmere Rovers          | Cho mượn           |
| 26 tháng 3 năm 2014    | Mahamadou Diarra          | Tự do                   | Fulham                   | Miễn phí           |
| 26 tháng 3 năm 2014    | Nathan Eccleston          | Blackpool               | Coventry City            | Cho mượn           |
| 26 tháng 3 năm 2014    | Matthew Kennedy           | Everton                 | Milton Keynes Dons       | Cho mượn           |
| 26 tháng 3 năm 2014    | Lucas Neill               | Watford                 | Doncaster Rovers         | Cho mượn           |
| 27 tháng 3 năm 2014    | Kwesi Appiah              | Crystal Palace          | AFC Wimbledon            | Cho mượn           |
| 27 tháng 3 năm 2014    | Anderson Banvo            | Blackpool               | Stevenage                | Cho mượn           |
| 27 tháng 3 năm 2014    | Ryan Brobbel              | Middlesbrough           | York City                | Cho mượn           |
| 27 tháng 3 năm 2014    | Baily Cargill             | Bournemouth             | Torquay United           | Cho mượn           |
| 27 tháng 3 năm 2014    | Shaq Coulthirst           | Tottenham Hotspur       | Torquay United           | Cho mượn           |
| 27 tháng 3 năm 2014    | Lucas Dawson              | Stoke City              | Carlisle United          | Cho mượn           |
| 27 tháng 3 năm 2014    | Carlos Edwards            | Ipswich Town            | Millwall                 | Cho mượn           |
| 27 tháng 3 năm 2014    | Gwion Edwards             | Swansea City            | Crawley Town             | Cho mượn           |
| 27 tháng 3 năm 2014    | Liam Grimshaw             | Manchester United       | Morecambe                | Cho mượn           |
| 27 tháng 3 năm 2014    | Scott Harrison            | Sunderland              | Hartlepool United        | Cho mượn           |
| 27 tháng 3 năm 2014    | Conor Henderson           | Hull City               | Stevenage                | Cho mượn           |
| 27 tháng 3 năm 2014    | Danny Hollands            | Charlton Athletic       | Portsmouth               | Cho mượn           |
| 27 tháng 3 năm 2014    | Hallam Hope               | Everton                 | Bury                     | Cho mượn           |
| 27 tháng 3 năm 2014    | John Lundstram            | Everton                 | Leyton Orient            | Cho mượn           |
| 27 tháng 3 năm 2014    | Gary Madine               | Sheffield Wednesday     | Carlisle United          | Cho mượn           |
| 27 tháng 3 năm 2014    | John Marquis              | Millwall                | Northampton Town         | Cho mượn           |
| 27 tháng 3 năm 2014    | Jeffrey Monakana          | Brighton & Hove Albion  | Crawley Town             | Cho mượn           |
| 27 tháng 3 năm 2014    | Jacob Murphy              | Norwich City            | Southend United          | Cho mượn           |
| 27 tháng 3 năm 2014    | Jordan Mustoe             | Wigan Athletic          | Morecambe                | Cho mượn           |
| 27 tháng 3 năm 2014    | Connor Oliver             | Sunderland              | Hartlepool United        | Cho mượn           |
| 27 tháng 3 năm 2014    | Lee Peltier               | Leeds United            | Nottingham Forest        | Cho mượn           |
| 27 tháng 3 năm 2014    | Matthew Pennington        | Everton                 | Tranmere Rovers          | Cho mượn           |
| 27 tháng 3 năm 2014    | Davide Petrucci           | Manchester United       | Charlton Athletic        | Cho mượn           |
| 27 tháng 3 năm 2014    | David Prutton             | Sheffield Wednesday     | Coventry City            | Cho mượn           |
| 27 tháng 3 năm 2014    | Albert Riera              | Tự do                   | Watford                  | Miễn phí           |
| 27 tháng 3 năm 2014    | Andy Robinson             | Southampton             | Bolton Wanderers         | Cho mượn           |
| 27 tháng 3 năm 2014    | Danny Rose                | Barnsley                | Bury                     | Cho mượn           |
| 27 tháng 3 năm 2014    | Jon Stead                 | Huddersfield Town       | Bradford City            | Cho mượn           |
| 27 tháng 3 năm 2014    | Tom Thorpe                | Manchester United       | Birmingham City          | Cho mượn           |
| 27 tháng 3 năm 2014    | Apostolos Vellios         | Everton                 | Blackpool                | Cho mượn           |
| 27 tháng 3 năm 2014    | Alex Wynter               | Crystal Palace          | Colchester United        | Cho mượn           |
| 4 tháng 4 năm 2014     | Martyn Waghorn            | Leicester City          | Wigan Athletic           | Miễn phí           |
| 11 tháng 4 năm 2014    | Lewis Price               | Crystal Palace          | Mansfield Town           | Cho mượn           |
| 20 tháng 4 năm 2014[b] | David Vaughan             | Sunderland              | Nottingham Forest        | Miễn phí           |
| 28 tháng 4 năm 2014[b] | Neil Danns                | Leicester City          | Bolton Wanderers         | Miễn phí           |
| 3 tháng 5 năm 2014     | Danny Mayor               | Sheffield Wednesday     | Bury                     | Không tiết lộ      |
| 9 tháng 5 năm 2014     | Danny Fox                 | Southampton             | Nottingham Forest        | Miễn phí           |
| 12 tháng 5 năm 2014[b] | Liam Trotter              | Millwall                | Bolton Wanderers         | Miễn phí           |
| 13 tháng 5 năm 2014    | Kurtis Cumberbatch        | Watford                 | Charlton Athletic        | Miễn phí           |
| 16 tháng 5 năm 2014[b] | Matthew Dolan             | Middlesbrough           | Bradford City            | Miễn phí           |
| 16 tháng 5 năm 2014[b] | Dan Gosling               | Newcastle United        | Bournemouth              | Miễn phí           |
| 17 tháng 5 năm 2014    | Vanja Milinković-Savić    | Vojvodina               | Manchester United        | Không tiết lộ      |
| 17 tháng 5 năm 2014    | Tom Leggett               | Southampton             | Aston Villa              | Miễn phí           |
| 17 tháng 5 năm 2014    | Isaac Nehemie             | Southampton             | Aston Villa              | Miễn phí           |
| 19 tháng 5 năm 2014[b] | Liam Feeney               | Millwall                | Bolton Wanderers         | Miễn phí           |
| 19 tháng 5 năm 2014    | Armin Hodžić              | Liverpool               | Dinamo Zagreb            | Miễn phí           |
| 20 tháng 5 năm 2014    | Ryan Edwards              | Blackburn Rovers        | Morecambe                | Miễn phí           |
| 20 tháng 5 năm 2014[b] | Craig Gardner             | Sunderland              | West Bromwich Albion     | Miễn phí           |
| 20 tháng 5 năm 2014[b] | Nzuzi Toko                | Grasshopper             | Brighton & Hove Albion   | Miễn phí           |
| 21 tháng 5 năm 2014    | Carlos Edwards            | Ipswich Town            | Millwall                 | Miễn phí           |
| 21 tháng 5 năm 2014[b] | Javi Guerra               | Valladolid              | Cardiff City             | Miễn phí           |
| 21 tháng 5 năm 2014    | Taylor McKenzie           | Sheffield Wednesday     | Notts County             | Miễn phí           |
| 21 tháng 5 năm 2014[b] | Andy Robinson             | Southampton             | Bolton Wanderers         | Miễn phí           |
| 22 tháng 5 năm 2014[b] | Phil Bardsley             | Sunderland              | Stoke City               | Miễn phí           |
| 22 tháng 5 năm 2014    | Ben Hamer                 | Charlton Athletic       | Leicester City           | Miễn phí           |
| 22 tháng 5 năm 2014    | Danny Hollands            | Charlton Athletic       | Portsmouth               | Miễn phí           |
| 22 tháng 5 năm 2014[b] | Marek Štěch               | Yeovil Town             | Sparta Prague            | Miễn phí           |
| 23 tháng 5 năm 2014    | Marc Albrighton           | Aston Villa             | Leicester City           | Miễn phí           |
| 23 tháng 5 năm 2014[b] | Jack Barmby               | Manchester United       | Leicester City           | Miễn phí           |
| 23 tháng 5 năm 2014    | Guido Burgstaller         | Rapid Wien              | Cardiff City             | Không tiết lộ      |
| 23 tháng 5 năm 2014    | Danny Green               | Charlton Athletic       | Milton Keynes Dons       | Miễn phí           |
| 23 tháng 5 năm 2014    | Conor Newton              | Newcastle United        | Rotherham United         | Miễn phí           |
| 23 tháng 5 năm 2014[b] | Matthew Upson             | Brighton & Hove Albion  | Leicester City           | Miễn phí           |
| 24 tháng 5 năm 2014[b] | Heurelho Gomes            | Tottenham Hotspur       | Watford                  | Miễn phí           |
| 27 tháng 5 năm 2014[b] | Dorian Dervite            | Charlton Athletic       | Bolton Wanderers         | Miễn phí           |
| 27 tháng 5 năm 2014[b] | Shay Logan                | Brentford               | Aberdeen                 | Miễn phí           |
| 27 tháng 5 năm 2014[b] | Federico Macheda          | Manchester United       | Cardiff City             | Miễn phí           |
| 27 tháng 5 năm 2014    | Gabriel Tamaș             | Tự do                   | Watford                  | Miễn phí           |
| 28 tháng 5 năm 2014[b] | Billy Jones               | West Bromwich Albion    | Sunderland               | Miễn phí           |
| 28 tháng 5 năm 2014    | Adam le Fondre            | Reading                 | Cardiff City             | Không tiết lộ      |
| 28 tháng 5 năm 2014    | Mauro Zárate              | Vélez Sarsfield         | West Ham United          | Không tiết lộ      |
| 29 tháng 5 năm 2014[b] | Łukasz Fabiański          | Arsenal                 | Swansea City             | Miễn phí           |
| 29 tháng 5 năm 2014[b] | Jordi Gómez               | Wigan Athletic          | Sunderland               | Miễn phí           |
| 30 tháng 5 năm 2014    | Matt Derbyshire           | Nottingham Forest       | Rotherham United         | Miễn phí           |
| 30 tháng 5 năm 2014    | Kevin Feely               | Charlton Athletic       | Newport County           | Miễn phí           |
| 30 tháng 5 năm 2014[b] | Billy Knott               | Sunderland              | Bradford City            | Miễn phí           |
| 30 tháng 5 năm 2014    | George Taft               | Leicester City          | Burton Albion            | Miễn phí           |
| 2 tháng 6 năm 2014[b]  | Jonathan Grounds          | Oldham Athletic         | Birmingham City          | Miễn phí           |
| 2 tháng 6 năm 2014     | Alan Judge                | Blackburn Rovers        | Brentford                | Không tiết lộ      |
| 2 tháng 6 năm 2014     | Rickie Lambert            | Southampton             | Liverpool                | £4m                |
| 3 tháng 6 năm 2014     | Derek Boateng             | Fulham                  | Rayo Vallecano           | Miễn phí           |
| 3 tháng 6 năm 2014[b]  | Tommy Rowe                | Peterborough United     | Wolverhampton Wanderers  | Miễn phí           |
| 3 tháng 6 năm 2014     | Ed Sanders                | Stoke City              | Sheffield Wednesday      | Miễn phí           |
| 3 tháng 6 năm 2014     | Andrew Taylor             | Cardiff City            | Wigan Athletic           | Miễn phí           |
| 3 tháng 6 năm 2014     | Matt Young                | Southampton             | Sheffield Wednesday      | Miễn phí           |
| 4 tháng 6 năm 2014[b]  | Aaron Martin              | Birmingham City         | Yeovil Town              | Miễn phí           |
| 4 tháng 6 năm 2014     | Joseph Mills              | Burnley                 | Oldham Athletic          | Miễn phí           |
| 4 tháng 6 năm 2014[b]  | Jonathan Mitchell         | Newcastle United        | Derby County             | Miễn phí           |
| 4 tháng 6 năm 2014     | Aaron Taylor-Sinclair     | Partick Thistle         | Wigan Athletic           | Miễn phí           |
| 5 tháng 6 năm 2014[b]  | Chris Basham              | Blackpool               | Sheffield United         | Miễn phí           |
| 5 tháng 6 năm 2014     | Lewis Grabban             | Bournemouth             | Norwich City             | Không tiết lộ      |
| 5 tháng 6 năm 2014     | Mark Halstead             | Blackpool               | Shrewsbury Town          | Miễn phí           |
| 5 tháng 6 năm 2014     | Scott Loach               | Ipswich Town            | Rotherham United         | Miễn phí           |
| 5 tháng 6 năm 2014[b]  | Philippe Senderos         | Valencia                | Aston Villa              | Miễn phí           |
| 6 tháng 6 năm 2014     | Zak Ansah                 | Arsenal                 | Charlton Athletic        | Miễn phí           |
| 6 tháng 6 năm 2014     | Ayoze                     | Tenerife                | Newcastle United         | Không tiết lộ      |
| 6 tháng 6 năm 2014     | Grant Hall                | Tottenham Hotspur       | Birmingham City          | Cho mượn           |
| 7 tháng 6 năm 2014     | Yossi Benayoun            | Queens Park Rangers     | Maccabi Haifa            | Miễn phí           |
| 9 tháng 6 năm 2014     | Kirk Broadfoot            | Blackpool               | Rotherham United         | Miễn phí           |
| 9 tháng 6 năm 2014     | Jack Colback              | Sunderland              | Newcastle United         | Miễn phí           |
| 9 tháng 6 năm 2014     | Ben Davies                | Derby County            | Sheffield United         | Miễn phí           |
| 9 tháng 6 năm 2014[b]  | Matty Fryatt              | Hull City               | Nottingham Forest        | Miễn phí           |
| 9 tháng 6 năm 2014     | Stephen Gleeson           | Milton Keynes Dons      | Birmingham City          | Miễn phí           |
| 9 tháng 6 năm 2014[b]  | Steve Sidwell             | Fulham                  | Stoke City               | Miễn phí           |
| 9 tháng 6 năm 2014[b]  | Calum Woods               | Huddersfield Town       | Preston North End        | Miễn phí           |
| 10 tháng 6 năm 2014    | Jordan Bowery             | Aston Villa             | Rotherham United         | Không tiết lộ      |
| 10 tháng 6 năm 2014    | Alban Bunjaku             | Sevilla                 | Derby County             | Miễn phí           |
| 10 tháng 6 năm 2014    | Joe Cole                  | West Ham United         | Aston Villa              | Miễn phí           |
| 10 tháng 6 năm 2014    | Damien Duff               | Fulham                  | Melbourne City           | Miễn phí           |
| 10 tháng 6 năm 2014    | Rajiv van La Parra        | Heerenveen              | Wolverhampton Wanderers  | Miễn phí           |
| 11 tháng 6 năm 2014[b] | Mame Biram Diouf          | Hannover 96             | Stoke City               | Miễn phí           |
| 11 tháng 6 năm 2014[b] | Tomáš Kalas               | Chelsea                 | Köln                     | Cho mượn           |
| 11 tháng 6 năm 2014    | Dionatan Teixeira         | Dukla Banská Bystrica   | Stoke City               | Không tiết lộ      |
| 11 tháng 6 năm 2014    | Wes Thomas                | Tự do                   | Birmingham City          | Miễn phí           |
| 12 tháng 6 năm 2014    | Kagisho Dikgacoi          | Crystal Palace          | Cardiff City             | Miễn phí           |
| 12 tháng 6 năm 2014[b] | Lloyd Dyer                | Leicester City          | Watford                  | Miễn phí           |
| 12 tháng 6 năm 2014    | David Edgar               | Burnley                 | Birmingham City          | Miễn phí           |
| 12 tháng 6 năm 2014    | Cesc Fàbregas             | Barcelona               | Chelsea                  | £30m               |
| 12 tháng 6 năm 2014[b] | Gavin Gunning             | Dundee United           | Birmingham City          | Miễn phí           |
| 12 tháng 6 năm 2014    | Lars Veldwijk             | Excelsior               | Nottingham Forest        | Không tiết lộ      |
| 13 tháng 6 năm 2014    | Adam Davies               | Sheffield Wednesday     | Barnsley                 | Miễn phí           |
| 13 tháng 6 năm 2014    | David Luiz                | Chelsea                 | Paris Saint-Germain      | £50m               |
| 13 tháng 6 năm 2014    | Bacary Sagna              | Tự do                   | Manchester City          | Miễn phí           |
| 16 tháng 6 năm 2014    | Shaun Hutchinson          | Motherwell              | Fulham                   | Miễn phí           |
| 16 tháng 6 năm 2014    | Costel Pantilimon         | Manchester City         | Sunderland               | Miễn phí           |
| 16 tháng 6 năm 2014    | Matt Tubbs                | Bournemouth             | AFC Wimbledon            | Cho mượn           |
| 17 tháng 6 năm 2014    | Lee Gregory               | Halifax Town            | Millwall                 | Không tiết lộ      |
| 17 tháng 6 năm 2014    | Joe Murphy                | Tự do                   | Huddersfield Town        | Miễn phí           |
| 17 tháng 6 năm 2014    | Josh Pritchard            | Fulham                  | Gillingham               | Miễn phí           |
| 17 tháng 6 năm 2014    | Mat Sadler                | Crawley Town            | Rotherham United         | Miễn phí           |
| 18 tháng 6 năm 2014[b] | Mark Duffy                | Doncaster Rovers        | Birmingham City          | Miễn phí           |
| 18 tháng 6 năm 2014    | Cheikhou Kouyaté          | Anderlecht              | West Ham United          | Không tiết lộ      |
| 19 tháng 6 năm 2014    | Neal Bishop               | Blackpool               | Scunthorpe United        | Miễn phí           |
| 19 tháng 6 năm 2014    | Chris Kettings            | Blackpool               | Crystal Palace           | Miễn phí           |
| 20 tháng 6 năm 2014    | Louis Laing               | Sunderland              | Nottingham Forest        | Miễn phí           |
| 20 tháng 6 năm 2014    | Joleon Lescott            | Manchester City         | West Bromwich Albion     | Miễn phí           |
| 21 tháng 6 năm 2014    | Yoni Buyens               | Standard Liège          | Charlton Athletic        | Cho mượn           |
| 23 tháng 6 năm 2014    | Chris Brown               | Doncaster Rovers        | Blackburn Rovers         | Miễn phí           |
| 23 tháng 6 năm 2014    | Daniel Carriço            | Reading                 | Sevilla                  | Không tiết lộ      |
| 23 tháng 6 năm 2014    | Lee Peltier               | Tự do                   | Huddersfield Town        | Miễn phí           |
| 24 tháng 6 năm 2014    | Craig Cathcart            | Tự do                   | Watford                  | Miễn phí           |
| 24 tháng 6 năm 2014    | David Cotterill           | Tự do                   | Birmingham City          | Miễn phí           |
| 24 tháng 6 năm 2014[b] | Paul McElroy              | Hull City               | Sheffield Wednesday      | Miễn phí           |
| 24 tháng 6 năm 2014    | Adam Taggart              | Newcastle Jets          | Fulham                   | Không tiết lộ      |
| 24 tháng 6 năm 2014    | Igor Vetokele             | Copenhagen              | Charlton Athleic         | Không tiết lộ      |
| 24 tháng 6 năm 2014[b] | Byron Webster             | Yeovil Town             | Millwall                 | Miễn phí           |
| 25 tháng 6 năm 2014[b] | Clayton Donaldson         | Brentford               | Birmingham City          | Miễn phí           |
| 25 tháng 6 năm 2014    | Tim Hoogland              | Schalke                 | Fulham                   | Miễn phí           |
| 25 tháng 6 năm 2014    | Jake Livermore            | Tottenham Hotspur       | Hull City                | £8m                |
| 25 tháng 6 năm 2014    | Liam Ridgewell            | West Bromwich Albion    | Portland Timbers         | Miễn phí           |
| 25 tháng 6 năm 2014    | Marcos Tébar              | Tự do                   | Brentford                | Miễn phí           |
| 26 tháng 6 năm 2014    | Luis Alberto              | Liverpool               | Málaga                   | Cho mượn           |
| 26 tháng 6 năm 2014    | Ade Azeez                 | Charlton Athletic       | AFC Wimbledon            | Miễn phí           |
| 26 tháng 6 năm 2014    | Fernando                  | Porto                   | Manchester City          | £12m               |
| 26 tháng 6 năm 2014    | Ryan Hall                 | Tự do                   | Rotherham United         | Miễn phí           |
| 26 tháng 6 năm 2014    | Conor Henderson           | Hull City               | Crawley Town             | Miễn phí           |
| 26 tháng 6 năm 2014    | Ander Herrera             | Athletic Bilbao         | Manchester United        | £29m               |
| 26 tháng 6 năm 2014    | Sascha Riether            | Fulham                  | Freiburg                 | Không tiết lộ      |
| 26 tháng 6 năm 2014    | Junior Stanislas          | Burnley                 | Bournemouth              | Miễn phí           |
| 26 tháng 6 năm 2014    | Matěj Vydra               | Udinese                 | Watford                  | Cho mượn           |
| 26 tháng 6 năm 2014    | Richard Wood              | Tự do                   | Rotherham United         | Miễn phí           |
| 27 tháng 6 năm 2014    | Febian Brandy             | Sheffield United        | Rotherham United         | Miễn phí           |
| 27 tháng 6 năm 2014    | Bafétimbi Gomis           | Tự do                   | Swansea City             | Miễn phí           |
| 27 tháng 6 năm 2014    | Andre Gray                | Luton Town              | Brentford                | Không tiết lộ      |
| 27 tháng 6 năm 2014    | Alex Henshall             | Manchester City         | Ipswich Town             | Miễn phí           |
| 27 tháng 6 năm 2014    | Michael Kightly           | Stoke City              | Burnley                  | Không tiết lộ      |
| 27 tháng 6 năm 2014[b] | Kyle Lafferty             | Palermo                 | Norwich City             | Không tiết lộ      |
| 27 tháng 6 năm 2014    | Moses Odubajo             | Leyton Orient           | Brentford                | £1m                |
| 27 tháng 6 năm 2014    | Frazer Richardson         | Tự do                   | Rotherham United         | Miễn phí           |
| 27 tháng 6 năm 2014    | Luke Shaw                 | Southampton             | Manchester United        | £30m               |
| 27 tháng 6 năm 2014    | Zak Whitbread             | Leicester City          | Derby County             | Miễn phí           |
| 28 tháng 6 năm 2014    | Alexander Büttner         | Manchester United       | Dynamo Moscow            | £4.4m              |
| 28 tháng 6 năm 2014    | Oriol Riera               | Osasuna                 | Wigan Athletic           | Không tiết lộ      |
| 28 tháng 6 năm 2014    | James Tavernier           | Newcastle United        | Wigan Athletic           | Không tiết lộ      |
| 30 tháng 6 năm 2014    | Paul Green                | Tự do                   | Rotherham United         | Miễn phí           |
| 30 tháng 6 năm 2014    | Stephen Kingsley          | Falkirk                 | Swansea City             | Không tiết lộ      |
| 30 tháng 6 năm 2014    | Robert Snodgrass          | Norwich City            | Hull City                | Không tiết lộ      |
| 30 tháng 6 năm 2014    | Jakub Sokolík             | Liverpool               | Yeovil Town              | Miễn phí           |
| 30 tháng 6 năm 2014    | Wallace                   | Chelsea                 | Vitesse Arnhem           | Cho mượn           |
| 1 tháng 7 năm 2014     | Siem de Jong              | Ajax                    | Newcastle United         | Không tiết lộ      |
| 1 tháng 7 năm 2014     | Adam Lallana              | Southampton             | Liverpool                | £25m               |
| 1 tháng 7 năm 2014     | Alefe Santos              | Bristol Rovers          | Derby County             | Đền bù             |
| 1 tháng 7 năm 2014     | Cameron Stewart           | Tự do                   | Ipswich Town             | Miễn phí           |
| 1 tháng 7 năm 2014     | Luke Varney               | Tự do                   | Blackburn Rovers         | Miễn phí           |
| 2 tháng 7 năm 2014     | Daniel Alfei              | Swansea City            | Northampton Town         | Cho mượn           |
| 2 tháng 7 năm 2014     | Marvin Emnes              | Middlesbrough           | Swansea City             | Không tiết lộ      |
| 2 tháng 7 năm 2014     | Matt Gilks                | Tự do                   | Burnley                  | Miễn phí           |
| 2 tháng 7 năm 2014     | Franck Moussa             | Tự do                   | Charlton Athletic        | Miễn phí           |
| 2 tháng 7 năm 2014     | Dean Moxey                | Tự do                   | Bolton Wanderers         | Miễn phí           |
| 2 tháng 7 năm 2014     | Kay Voser                 | Basel                   | Fulham                   | Không tiết lộ      |
| 3 tháng 7 năm 2014     | Emre Can                  | Bayer Leverkusen        | Liverpool                | £10m               |
| 3 tháng 7 năm 2014     | Aaron Cresswell           | Ipswich Town            | West Ham United          | Không tiết lộ      |
| 3 tháng 7 năm 2014     | Luke Norris               | Brentford               | Gillingham               | Đền bù             |
| 3 tháng 7 năm 2014     | Stuart Taylor             | Tự do                   | Leeds United             | Miễn phí           |
| 4 tháng 7 năm 2014     | Ryan Allsop               | Bournemouth             | Coventry City            | Cho mượn           |
| 4 tháng 7 năm 2014     | Mohamed Coulibaly         | Bournemouth             | Coventry City            | Cho mượn           |
| 4 tháng 7 năm 2014     | Tomás Mejías              | Real Madrid             | Middlesbrough            | Không tiết lộ      |
| 4 tháng 7 năm 2014     | Marvin Sordell            | Bolton Wanderers        | Burnley                  | Không tiết lộ      |
| 4 tháng 7 năm 2014     | Matthew Taylor            | Tự do                   | Burnley                  | Miễn phí           |
| 4 tháng 7 năm 2014     | Callum Wilson             | Coventry City           | Bournemouth              | Không tiết lộ      |
| 4 tháng 7 năm 2014     | Sergei Zenjov             | Karpaty Lviv            | Blackpool                | Miễn phí           |
| 5 tháng 7 năm 2014     | Paul Gallagher            | Leicester City          | Preston North End        | Cho mượn           |
| 5 tháng 7 năm 2014     | Thorgan Hazard            | Chelsea                 | Borussia Mönchengladbach | Cho mượn           |
| 7 tháng 7 năm 2014     | Chris Baird               | Tự do                   | West Bromwich Albion     | Miễn phí           |
| 7 tháng 7 năm 2014     | Tom Ince                  | Blackpool               | Hull City                | Đền bù             |
| 7 tháng 7 năm 2014     | Jonathan Parr             | Tự do                   | Ipswich Town             | Miễn phí           |
| 7 tháng 7 năm 2014     | Steven Reid               | Tự do                   | Burnley                  | Miễn phí           |
| 7 tháng 7 năm 2014     | Dániel Tőzsér             | Parma                   | Watford                  | Cho mượn           |
| 7 tháng 7 năm 2014     | Keiren Westwood           | Tự do                   | Sheffield Wednesday      | Miễn phí           |
| 7 tháng 7 năm 2014     | Alex Wynter               | Crystal Palace          | Portsmouth               | Cho mượn           |
| 8 tháng 7 năm 2014     | Gareth Barry              | Manchester City         | Everton                  | £2m                |
| 8 tháng 7 năm 2014     | Willy Caballero           | Málaga                  | Manchester City          | £4.4m              |
| 8 tháng 7 năm 2014     | Sam Hutchinson            | Tự do                   | Sheffield Wednesday      | Miễn phí           |
| 8 tháng 7 năm 2014     | Ross McCormack            | Leeds United            | Fulham                   | £11m               |
| 8 tháng 7 năm 2014     | Matt Partridge            | Reading                 | Dagenham & Redbridge     | Miễn phí           |
| 8 tháng 7 năm 2014     | Diego Poyet               | Charlton Athletic       | West Ham United          | Đền bù             |
| 8 tháng 7 năm 2014     | Dušan Tadić               | Twente                  | Southampton              | £10.9m             |
| 8 tháng 7 năm 2014     | Bertrand Traoré           | Chelsea                 | Vitesse Arnhem           | Cho mượn           |
| 9 tháng 7 năm 2014     | Amari'i Bell              | Birmingham City         | Mansfield Town           | Cho mượn           |
| 9 tháng 7 năm 2014     | André Bikey               | Tự do                   | Charlton Athletic        | Miễn phí           |
| 9 tháng 7 năm 2014     | Nicklas Helenius          | Aston Villa             | AaB                      | Cho mượn           |
| 9 tháng 7 năm 2014     | Pajtim Kasami             | Fulham                  | Olympiacos               | Không tiết lộ      |
| 9 tháng 7 năm 2014     | Mario Pašalić             | Hajduk Split            | Chelsea                  | Không tiết lộ      |
| 9 tháng 7 năm 2014     | Marco Silvestri           | Chievo Verona           | Leeds United             | Không tiết lộ      |
| 9 tháng 7 năm 2014     | Kostas Stafylidis         | Bayer Leverkusen        | Fulham                   | Cho mượn           |
| 10 tháng 7 năm 2014    | Kwesi Appiah              | Crystal Palace          | Cambridge United         | Cho mượn           |
| 10 tháng 7 năm 2014    | Cyrus Christie            | Coventry City           | Derby County             | Không tiết lộ      |
| 10 tháng 7 năm 2014    | Don Cowie                 | Tự do                   | Wigan Athletic           | Miễn phí           |
| 10 tháng 7 năm 2014    | Josh Morris               | Blackburn Rovers        | Fleetwood Town           | Cho mượn           |
| 10 tháng 7 năm 2014    | Alexis Sánchez            | Barcelona               | Arsenal                  | £35m               |
| 11 tháng 7 năm 2014    | Alex Baptiste             | Bolton Wanderers        | Blackburn Rovers         | Cho mượn           |
| 11 tháng 7 năm 2014    | Tal Ben Haim              | Standard Liège          | Charlton Athletic        | Miễn phí           |
| 11 tháng 7 năm 2014    | Jóhann Berg Guðmundsson   | AZ                      | Charlton Athletic        | Miễn phí           |
| 11 tháng 7 năm 2014    | Gwion Edwards             | Swansea City            | Crawley Town             | Không tiết lộ      |
| 11 tháng 7 năm 2014    | Ben Nugent                | Cardiff City            | Yeovil Town              | Cho mượn           |
| 11 tháng 7 năm 2014    | Kieran Richardson         | Fulham                  | Aston Villa              | Không tiết lộ      |
| 12 tháng 7 năm 2014    | Graziano Pellè            | Feyenoord               | Southampton              | Không tiết lộ      |
| 12 tháng 7 năm 2014    | Sébastien Pocognoli       | Hannover 96             | West Bromwich Albion     | Không tiết lộ      |
| 13 tháng 7 năm 2014    | Tommaso Bianchi           | Sassuolo                | Leeds United             | Không tiết lộ      |
| 13 tháng 7 năm 2014    | Rémy Cabella              | Montpellier             | Newcastle United         | Không tiết lộ      |
| 13 tháng 7 năm 2014    | Souleymane Doukara        | Catania                 | Leeds United             | Cho mượn           |
| 14 tháng 7 năm 2014    | Aaron Hughes              | Tự do                   | Brightion & Hove Albion  | Miễn phí           |
| 14 tháng 7 năm 2014    | Yacouba Sylla             | Aston Villa             | Erciyesspor              | Cho mượn           |
| 15 tháng 7 năm 2014    | Bartosz Białkowski        | Notts County            | Ipswich Town             | Không tiết lộ      |
| 15 tháng 7 năm 2014    | Diego Costa               | Atlético Madrid         | Chelsea                  | £32m               |
| 15 tháng 7 năm 2014    | Lukas Jutkiewicz          | Middlesbrough           | Burnley                  | £1.5m              |
| 15 tháng 7 năm 2014    | Kike                      | Real Murcia             | Middlesbrough            | Không tiết lộ      |
| 15 tháng 7 năm 2014    | Lazar Marković            | Benfica                 | Liverpool                | £20m               |
| 15 tháng 7 năm 2014    | Roger Riera               | Tự do                   | Nottingham Forest        | Miễn phí           |
| 15 tháng 7 năm 2014    | George Țucudean           | Standard Liège          | Charlton Athletic        | Miễn phí           |
| 16 tháng 7 năm 2014    | Ricardo Fuller            | Tự do                   | Millwall                 | Miễn phí           |
| 16 tháng 7 năm 2014    | Michael Mancienne         | Hamburg                 | Nottingham Forest        | £1m                |
| 16 tháng 7 năm 2014    | Kevin McNaughton          | Cardiff City            | Bolton Wanderers         | Cho mượn           |
| 16 tháng 7 năm 2014    | Emmanuel Rivière          | Monaco                  | Newcastle United         | Không tiết lộ      |
| 16 tháng 7 năm 2014    | Luis Suárez               | Liverpool               | Barcelona                | £75m               |
| 17 tháng 7 năm 2014    | Mathieu Debuchy           | Newcastle United        | Arsenal                  | Không tiết lộ      |
| 17 tháng 7 năm 2014    | Rio Ferdinand             | Tự do                   | Queens Park Rangers      | Miễn phí           |
| 17 tháng 7 năm 2014    | Daryl Janmaat             | Feyenoord               | Newcastle United         | Không tiết lộ      |
| 17 tháng 7 năm 2014    | Michu                     | Swansea City            | Napoli                   | Cho mượn           |
| 17 tháng 7 năm 2014    | Juan Carlos Paredes       | Granada                 | Watford                  | Không tiết lộ      |
| 17 tháng 7 năm 2014    | Alex Pritchard            | Tottenham Hotspur       | Brentford                | Cho mượn           |
| 17 tháng 7 năm 2014    | Enner Valencia            | Pachuca                 | West Ham United          | £12m               |
| 18 tháng 7 năm 2014    | Demba Ba                  | Chelsea                 | Beşiktaş                 | £4.7m              |
| 18 tháng 7 năm 2014    | Iván Calero               | Atlético Madrid         | Derby County             | Miễn phí           |
| 18 tháng 7 năm 2014    | Marco Davide Faraoni      | Watford                 | Udinese                  | Không tiết lộ      |
| 18 tháng 7 năm 2014    | Will Grigg                | Brentford               | Milton Keynes Dons       | Cho mượn           |
| 18 tháng 7 năm 2014    | Brown Ideye               | Dynamo Kyiv             | West Bromwich Albion     | £10m               |
| 18 tháng 7 năm 2014    | Zeli Ismail               | Wolverhampton Wanderers | Notts County             | Cho mượn           |
| 18 tháng 7 năm 2014    | Filipe Luís               | Atlético Madrid         | Chelsea                  | £15.8m             |
| 18 tháng 7 năm 2014    | Harrison McGahey          | Blackpool               | Sheffield United         | Đền bù             |
| 18 tháng 7 năm 2014    | Louis Rowley              | Manchester United       | Leicester City           | Miễn phí           |
| 18 tháng 7 năm 2014    | Raphael Spiegel           | West Ham United         | Crawley Town             | Cho mượn           |
| 19 tháng 7 năm 2014    | Gaetano Berardi           | Sampdoria               | Leeds United             | Không tiết lộ      |
| 19 tháng 7 năm 2014    | Chris O'Grady             | Barnsley                | Brighton & Hove Albion   | Không tiết lộ      |
| 19 tháng 7 năm 2014    | George Thorne             | West Bromwich Albion    | Derby County             | Không tiết lộ      |
| 21 tháng 7 năm 2014    | Iago Aspas                | Liverpool               | Sevilla                  | Cho mượn           |
| 21 tháng 7 năm 2014    | Patrice Evra              | Manchester United       | Juventus                 | £1.2m              |
| 21 tháng 7 năm 2014    | Stephen Henderson         | Tự do                   | Charlton Athletic        | Miễn phí           |
| 21 tháng 7 năm 2014    | Scott Hogan               | Rochdale                | Brentford                | Không tiết lộ      |
| 21 tháng 7 năm 2014    | Jeffrey Monakana          | Brighton & Hove Albion  | Aberdeen                 | Cho mượn           |
| 21 tháng 7 năm 2014    | Jordan Pickford           | Sunderland              | Bradford City            | Cho mượn           |
| 22 tháng 7 năm 2014    | James Bailey              | Derby County            | Barnsley                 | Miễn phí           |
| 22 tháng 7 năm 2014    | José Campaña              | Crystal Palace          | Sampdoria                | Không tiết lộ      |
| 22 tháng 7 năm 2014    | Steven Caulker            | Cardiff City            | Queens Park Rangers      | Không tiết lộ      |
| 22 tháng 7 năm 2014    | Andrew Hughes             | Tự do                   | Bolton Wanderers         | Miễn phí           |
| 22 tháng 7 năm 2014    | Jack Hunt                 | Crystal Palace          | Nottingham Forest        | Cho mượn           |
| 22 tháng 7 năm 2014    | Emyr Huws                 | Manchester City         | Wigan Athletic           | Cho mượn           |
| 22 tháng 7 năm 2014    | Bojan                     | Barcelona               | Stoke City               | Không tiết lộ      |
| 22 tháng 7 năm 2014    | Sylvain Marveaux          | Newcastle United        | Guingamp                 | Cho mượn           |
| 22 tháng 7 năm 2014    | Mario Pašalić             | Chelsea                 | Elche                    | Cho mượn           |
| 22 tháng 7 năm 2014    | Leonardo Ulloa            | Brighton & Hove Albion  | Leicester City           | £8m                |
| 22 tháng 7 năm 2014    | Andre Wisdom              | Liverpool               | West Bromwich Albion     | Cho mượn           |
| 23 tháng 7 năm 2014    | Adil Chihi                | Tự do                   | Fulham                   | Miễn phí           |
| 23 tháng 7 năm 2014    | Ben Davies                | Swansea City            | Tottenham Hotspur        | Không tiết lộ      |
| 23 tháng 7 năm 2014    | Thomas Eisfeld            | Arsenal                 | Fulham                   | Không tiết lộ      |
| 23 tháng 7 năm 2014    | Josh Lelan                | Derby County            | Swindon Town             | Cho mượn           |
| 23 tháng 7 năm 2014    | Harry Lennon              | Charlton Athletic       | Cambridge United         | Cho mượn           |
| 23 tháng 7 năm 2014    | Gylfi Sigurðsson          | Tottenham Hotspur       | Swansea City             | Không tiết lộ      |
| 23 tháng 7 năm 2014    | Michel Vorm               | Swansea City            | Tottenham Hotspur        | Không tiết lộ      |
| 24 tháng 7 năm 2014    | Keith Andrews             | Bolton Wanderers        | Watford                  | Cho mượn           |
| 24 tháng 7 năm 2014    | Fraizer Campbell          | Cardiff City            | Crystal Palace           | £900,000           |
| 24 tháng 7 năm 2014    | Kenny McEvoy              | Tottenham Hotspur       | Peterborough United      | Cho mượn           |
| 24 tháng 7 năm 2014    | Jefferson Montero         | Monarcas Morelia        | Swansea City             | Không tiết lộ      |
| 24 tháng 7 năm 2014    | Alejandro Pozuelo         | Swansea City            | Rayo Vallecano           | Không tiết lộ      |
| 24 tháng 7 năm 2014    | Ignacio Scocco            | Sunderland              | Newell's Old Boys        | £2.1m              |
| 25 tháng 7 năm 2014    | Koby Arthur               | Birmingham City         | Cheltenham Town          | Cho mượn           |
| 25 tháng 7 năm 2014    | Bebé                      | Manchester United       | Benfica                  | £2.4m              |
| 25 tháng 7 năm 2014    | Jake Cassidy              | Wolverhampton Wanderers | Notts County             | Cho mượn           |
| 25 tháng 7 năm 2014    | Didier Drogba             | Tự do                   | Chelsea                  | Miễn phí           |
| 25 tháng 7 năm 2014    | Patrick van Aanholt       | Chelsea                 | Sunderland               | Không tiết lộ      |
| 27 tháng 7 năm 2014    | Dejan Lovren              | Southampton             | Liverpool                | £20m               |
| 27 tháng 7 năm 2014    | David Ospina              | Nice                    | Arsenal                  | £3m                |
| 28 tháng 7 năm 2014    | Jo Inge Berget            | Cardiff City            | Celtic                   | Cho mượn           |
| 28 tháng 7 năm 2014    | Muhamed Bešić             | Ferencváros             | Everton                  | Không tiết lộ      |
| 28 tháng 7 năm 2014    | Calum Chambers            | Southampton             | Arsenal                  | £11m               |
| 28 tháng 7 năm 2014    | Peter Clarke              | Tự do                   | Blackpool                | Miễn phí           |
| 28 tháng 7 năm 2014    | Tomasz Cywka              | Tự do                   | Blackpool                | Miễn phí           |
| 28 tháng 7 năm 2014    | Esteban Granero           | Queens Park Rangers     | Real Sociedad            | Không tiết lộ      |
| 28 tháng 7 năm 2014    | Kortney Hause             | Wolverhampton Wanderers | Gillingham               | Cho mượn           |
| 28 tháng 7 năm 2014    | Jacob Mellis              | Tự do                   | Blackpool                | Miễn phí           |
| 28 tháng 7 năm 2014    | Navid Nasseri             | Bury                    | Birmingham City          | Miễn phí           |
| 28 tháng 7 năm 2014    | Mark Oxley                | Hull City               | Hibernian                | Cho mượn           |
| 28 tháng 7 năm 2014    | Joe Riley                 | Bolton Wanderers        | Oxford United            | Cho mượn           |
| 28 tháng 7 năm 2014    | David Stockdale           | Fulham                  | Brighton & Hove Albion   | Không tiết lộ      |
| 28 tháng 7 năm 2014    | Quade Taylor              | Tự do                   | Bolton Wanderers         | Miễn phí           |
| 29 tháng 7 năm 2014    | Chris Burke               | Tự do                   | Nottingham Forest        | Miễn phí           |
| 29 tháng 7 năm 2014    | Ashkan Dejagah            | Fulham                  | Al-Arabi                 | Không tiết lộ      |
| 29 tháng 7 năm 2014    | Nathan Delfouneso         | Tự do                   | Blackpool                | Miễn phí           |
| 29 tháng 7 năm 2014    | Odion Ighalo              | Udinese                 | Watford                  | Cho mượn           |
| 29 tháng 7 năm 2014    | Harry Maguire             | Sheffield United        | Hull City                | £2.5m              |
| 29 tháng 7 năm 2014    | Radosław Majewski         | Nottingham Forest       | Huddersfield Town        | Cho mượn           |
| 29 tháng 7 năm 2014    | Divock Origi              | Lille                   | Liverpool                | £10m               |
| 29 tháng 7 năm 2014    | Divock Origi              | Liverpool               | Lille                    | Cho mượn           |
| 29 tháng 7 năm 2014    | Andrew Robertson          | Dundee United           | Hull City                | £2.85m             |
| 29 tháng 7 năm 2014    | Conor Townsend            | Hull City               | Dundee United            | Cho mượn           |
| 29 tháng 7 năm 2014    | Freddie Veseli            | Ipswich Town            | Port Vale                | Cho mượn           |
| 30 tháng 7 năm 2014    | Ryan Bertrand             | Chelsea                 | Southampton              | Cho mượn           |
| 30 tháng 7 năm 2014    | James Husband             | Doncaster Rovers        | Middlesbrough            | Swap + Undisclosed |
| 30 tháng 7 năm 2014    | Denny Johnstone           | Celtic                  | Birmingham City          | Không tiết lộ      |
| 30 tháng 7 năm 2014    | Romelu Lukaku             | Chelsea                 | Everton                  | £28m               |
| 30 tháng 7 năm 2014    | Curtis Main               | Middlesbrough           | Doncaster Rovers         | Swap               |
| 31 tháng 7 năm 2014    | Bálint Bajner             | Tự do                   | Ipswich Town             | Miễn phí           |
| 31 tháng 7 năm 2014    | Reece Brown               | Watford                 | Barnsley                 | Không tiết lộ      |
| 31 tháng 7 năm 2014    | Kévin Bru                 | Tự do                   | Ipswich Town             | Miễn phí           |
| 31 tháng 7 năm 2014    | José Miguel Cubero        | Herediano               | Blackpool                | Không tiết lộ      |
| 31 tháng 7 năm 2014    | Joe Dudgeon               | Hull City               | Barnsley                 | Cho mượn           |
| 31 tháng 7 năm 2014    | Carl Jenkinson            | Arsenal                 | West Ham United          | Cho mượn           |
| 31 tháng 7 năm 2014    | Gaël Kakuta               | Chelsea                 | Rayo Vallecano           | Cho mượn           |
| 31 tháng 7 năm 2014    | Tom Lees                  | Leeds United            | Sheffield Wednesday      | Không tiết lộ      |
| 31 tháng 7 năm 2014    | Mitch Rose                | Rotherham United        | Crawley Town             | Cho mượn           |
| 31 tháng 7 năm 2014    | Daniel Rowe               | Rotherham United        | Wycombe Wanderers        | Cho mượn           |
| 31 tháng 7 năm 2014    | Nicky Walker              | Rotherham United        | Wycombe Wanderers        | Cho mượn           |
| 1 tháng 8 năm 2014     | Javier Acuña              | Watford                 | Olimpia                  | Không tiết lộ      |
| 1 tháng 8 năm 2014     | Nikolay Bodurov           | Litex Lovech            | Fulham                   | Không tiết lộ      |
| 1 tháng 8 năm 2014     | Matthew Briggs            | Tự do                   | Millwall                 | Miễn phí           |
| 1 tháng 8 năm 2014     | Donervon Daniels          | West Bromwich Albion    | Blackpool                | Cho mượn           |
| 1 tháng 8 năm 2014     | Iago Falque               | Tottenham Hotspur       | Genoa                    | Không tiết lộ      |
| 1 tháng 8 năm 2014     | Brede Hangeland           | Tự do                   | Crystal Palace           | Miễn phí           |
| 1 tháng 8 năm 2014     | Emilio Nsue               | Mallorca                | Middlesbrough            | Không tiết lộ      |
| 1 tháng 8 năm 2014     | Daniel O'Shaughnessy      | Metz                    | Brentford                | Miễn phí           |
| 1 tháng 8 năm 2014     | Jed Steer                 | Aston Villa             | Doncaster Rovers         | Cho mượn           |
| 1 tháng 8 năm 2014     | John Swift                | Chelsea                 | Rotherham United         | Cho mượn           |
| 2 tháng 8 năm 2014     | Eric Dier                 | Sporting CP             | Tottenham Hotspur        | £4m                |
| 2 tháng 8 năm 2014     | Brendan Galloway          | Milton Keynes Dons      | Everton                  | Không tiết lộ      |
| 3 tháng 8 năm 2014     | Facundo Ferreyra          | Shakhtar Donetsk        | Newcastle United         | Cho mượn           |
| 3 tháng 8 năm 2014     | Joan Oriol                | Tự do                   | Blackpool                | Miễn phí           |
| 3 tháng 8 năm 2014     | Oriol Romeu               | Chelsea                 | Stuttgart                | Cho mượn           |
| 4 tháng 8 năm 2014     | Benik Afobe               | Arsenal                 | Milton Keynes Dons       | Cho mượn           |
| 4 tháng 8 năm 2014     | Žan Benedičič             | Milan                   | Leeds United             | Cho mượn           |
| 4 tháng 8 năm 2014     | Leon Best                 | Blackburn Rovers        | Derby County             | Cho mượn           |
| 4 tháng 8 năm 2014     | Shaq Coulthirst           | Tottenham Hotspur       | Southend United          | Cho mượn           |
| 4 tháng 8 năm 2014     | Josh McQuoid              | Bournemouth             | Coventry City            | Cho mượn           |
| 4 tháng 8 năm 2014     | Carlton Morris            | Norwich City            | Oxford United            | Cho mượn           |
| 4 tháng 8 năm 2014     | Gianni Munari             | Parma                   | Watford                  | Cho mượn           |
| 4 tháng 8 năm 2014     | Anthony O'Connor          | Blackburn Rovers        | Plymouth Argyle          | Cho mượn           |
| 5 tháng 8 năm 2014     | Nicky Ajose               | Peterborough United     | Leeds United             | Không tiết lộ      |
| 5 tháng 8 năm 2014     | Jordan Archer             | Tottenham Hotspur       | Northampton Town         | Cho mượn           |
| 5 tháng 8 năm 2014     | Cian Bolger               | Bolton Wanderers        | Southend United          | Không tiết lộ      |
| 5 tháng 8 năm 2014     | Jason Davidson            | Heracles                | West Bromwich Albion     | Không tiết lộ      |
| 5 tháng 8 năm 2014     | Cristian Gamboa           | Rosenborg               | West Bromwich Albion     | Không tiết lộ      |
| 5 tháng 8 năm 2014     | Joe Lewis                 | Cardiff City            | Blackpool                | Cho mượn           |
| 5 tháng 8 năm 2014     | Antonio Luna              | Aston Villa             | Hellas Verona            | Cho mượn           |
| 5 tháng 8 năm 2014     | Jordon Mutch              | Cardiff City            | Queens Park Rangers      | £6m                |
| 5 tháng 8 năm 2014     | Gary O'Neil               | Tự do                   | Norwich City             | Miễn phí           |
| 5 tháng 8 năm 2014     | Jack Rodwell              | Manchester City         | Sunderland               | £10m               |
| 5 tháng 8 năm 2014     | Ricky van Wolfswinkel     | Norwich City            | Saint-Étienne            | Cho mượn           |
| 6 tháng 8 năm 2014     | Michail Antonio           | Sheffield Wednesday     | Nottingham Forest        | £1.5m              |
| 6 tháng 8 năm 2014     | Britt Assombalonga        | Peterborough United     | Nottingham Forest        | £5.5m              |
| 6 tháng 8 năm 2014     | Samir Carruthers          | Aston Villa             | Milton Keynes Dons       | Không tiết lộ      |
| 6 tháng 8 năm 2014     | Conor Coady               | Liverpool               | Huddersfield Town        | Không tiết lộ      |
| 6 tháng 8 năm 2014     | Mauricio Isla             | Juventus                | Queens Park Rangers      | Cho mượn           |
| 6 tháng 8 năm 2014     | Dejan Kelhar              | Tự do                   | Sheffield Wednesday      | Miễn phí           |
| 6 tháng 8 năm 2014     | Filip Kiss                | Cardiff City            | Ross County              | Cho mượn           |
| 6 tháng 8 năm 2014     | Frank Lampard             | New York City           | Manchester City          | Cho mượn           |
| 6 tháng 8 năm 2014     | John Lundstram            | Everton                 | Blackpool                | Cho mượn           |
| 6 tháng 8 năm 2014     | Omar Mascarell            | Real Madrid             | Derby County             | Cho mượn           |
| 6 tháng 8 năm 2014     | Javier Manquillo          | Atlético Madrid         | Liverpool                | Cho mượn           |
| 6 tháng 8 năm 2014     | Ishmael Miller            | Tự do                   | Blackpool                | Miễn phí           |
| 6 tháng 8 năm 2014     | Kenneth Omeruo            | Chelsea                 | Middlesbrough            | Cho mượn           |
| 6 tháng 8 năm 2014     | Dani Osvaldo              | Southampton             | Internazionale           | Cho mượn           |
| 6 tháng 8 năm 2014     | Paul Robinson             | Millwall                | Portsmouth               | Cho mượn           |
| 6 tháng 8 năm 2014     | Rubén Rochina             | Blackburn Rovers        | Granada                  | Không tiết lộ      |
| 6 tháng 8 năm 2014     | Saphir Taïder             | Internazionale          | Southampton              | Cho mượn           |
| 7 tháng 8 năm 2014     | Tom Adeyemi               | Birmingham City         | Cardiff City             | Không tiết lộ      |
| 7 tháng 8 năm 2014     | El-Hadji Ba               | Sunderland              | Bastia                   | Cho mượn           |
| 7 tháng 8 năm 2014     | Adam Campbell             | Newcastle United        | Fleetwood Town           | Cho mượn           |
| 7 tháng 8 năm 2014     | Simon Cox                 | Nottingham Forest       | Reading                  | Không tiết lộ      |
| 7 tháng 8 năm 2014     | Stephen Dobbie            | Crystal Palace          | Fleetwood Town           | Cho mượn           |
| 7 tháng 8 năm 2014     | George Moncur             | West Ham United         | Colchester United        | Cho mượn           |
| 7 tháng 8 năm 2014     | Elliot Parish             | Bristol City            | Blackpool                | Miễn phí           |
| 7 tháng 8 năm 2014     | Nick Proschwitz           | Hull City               | Brentford                | Miễn phí           |
| 7 tháng 8 năm 2014     | Tommy Smith               | Tự do                   | Brentford                | Miễn phí           |
| 7 tháng 8 năm 2014     | Santiago Vergini          | Estudiantes             | Sunderland               | Cho mượn           |
| 8 tháng 8 năm 2014     | Miles Addison             | Bournemouth             | Scunthorpe United        | Cho mượn           |
| 8 tháng 8 năm 2014     | Ryan Brobbel              | Middlesbrough           | Hartlepool United        | Cho mượn           |
| 8 tháng 8 năm 2014     | Aly Cissokho              | Valencia                | Aston Villa              | Không tiết lộ      |
| 8 tháng 8 năm 2014     | Daniel Johnson            | Aston Villa             | Chesterfield             | Cho mượn           |
| 8 tháng 8 năm 2014     | Matthew Kennedy           | Everton                 | Hibernian                | Cho mượn           |
| 8 tháng 8 năm 2014     | Jamie Mackie              | Nottingham Forest       | Reading                  | Cho mượn           |
| 8 tháng 8 năm 2014     | Andrea Orlandi            | Tự do                   | Blackpool                | Miễn phí           |
| 8 tháng 8 năm 2014     | Pepe Reina                | Liverpool               | Bayern Munich            | Không tiết lộ      |
| 8 tháng 8 năm 2014     | Brad Smith                | Liverpool               | Swindon Town             | Cho mượn           |
| 8 tháng 8 năm 2014     | Jordan Turnbull           | Southampton             | Swindon Town             | Cho mượn           |
| 8 tháng 8 năm 2014     | Bruno Zuculini            | Racing Club             | Manchester City          | Không tiết lộ      |
| 9 tháng 8 năm 2014     | James Alabi               | Stoke City              | Accrington Stanley       | Cho mượn           |
| 9 tháng 8 năm 2014     | Karl Darlow               | Nottingham Forest       | Newcastle United         | Không tiết lộ      |
| 9 tháng 8 năm 2014     | Karl Darlow               | Newcastle United        | Nottingham Forest        | Cho mượn           |
| 9 tháng 8 năm 2014     | Chico Flores              | Swansea City            | Lekhwiya                 | Không tiết lộ      |
| 9 tháng 8 năm 2014     | Fraser Forster            | Celtic                  | Southampton              | £10m               |
| 9 tháng 8 năm 2014     | Jamaal Lascelles          | Nottingham Forest       | Newcastle United         | Không tiết lộ      |
| 9 tháng 8 năm 2014     | Jamaal Lascelles          | Newcastle United        | Nottingham Forest        | Cho mượn           |
| 9 tháng 8 năm 2014     | Alfie Mawson              | Brentford               | Wycombe Wanderers        | Cho mượn           |
| 9 tháng 8 năm 2014     | Stevie May                | St Johnstone            | Sheffield Wednesday      | Không tiết lộ      |
| 9 tháng 8 năm 2014     | Gary Medel                | Cardiff City            | Internazionale           | £10m               |
| 9 tháng 8 năm 2014     | Maarten Stekelenburg      | Fulham                  | Monaco                   | Cho mượn           |
| 10 tháng 8 năm 2014    | Thomas Vermaelen          | Arsenal                 | Barcelona                | £15m               |
| 11 tháng 8 năm 2014    | David Davis               | Wolverhampton Wanderers | Birmingham City          | Không tiết lộ      |
| 11 tháng 8 năm 2014    | Anton Ferdinand           | Antalyaspor             | Reading                  | Miễn phí           |
| 11 tháng 8 năm 2014    | Juan Carlos García        | Wigan Athletic          | Tenerife                 | Cho mượn           |
| 11 tháng 8 năm 2014    | Ángelo Henríquez          | Manchester United       | Dinamo Zagreb            | Cho mượn           |
| 11 tháng 8 năm 2014    | Eliaquim Mangala          | Porto                   | Manchester City          | £32m               |
| 11 tháng 8 năm 2014    | Joe Mason                 | Cardiff City            | Bolton Wanderers         | Cho mượn           |
| 11 tháng 8 năm 2014    | Aleksandar Tonev          | Aston Villa             | Celtic                   | Cho mượn           |
| 12 tháng 8 năm 2014    | Jason Denayer             | Manchester City         | Celtic                   | Cho mượn           |
| 12 tháng 8 năm 2014    | Joël Dielna               | Tự do                   | Blackpool                | Miễn phí           |
| 12 tháng 8 năm 2014    | Anthony Forde             | Wolverhampton Wanderers | Walsall                  | Không tiết lộ      |
| 12 tháng 8 năm 2014    | Greg Leigh                | Manchester City         | Crewe Alexandra          | Cho mượn           |
| 12 tháng 8 năm 2014    | Jeffrey Rentmeister       | Westerlo                | Blackpool                | Miễn phí           |
| 13 tháng 8 năm 2014    | Christian Atsu            | Chelsea                 | Everton                  | Cho mượn           |
| 13 tháng 8 năm 2014    | Mason Bennett             | Derby County            | Bradford City            | Cho mượn           |
| 13 tháng 8 năm 2014    | Jacob Butterfield         | Middlesbrough           | Huddersfield Town        | Swap               |
| 13 tháng 8 năm 2014    | Adam Clayton              | Huddersfield Town       | Middlesbrough            | Swap               |
| 13 tháng 8 năm 2014    | Liam Coogans              | Airdrieonians           | Huddersfield Town        | Không tiết lộ      |
| 13 tháng 8 năm 2014    | Liam Cooper               | Chesterfield            | Leeds United             | Không tiết lộ      |
| 13 tháng 8 năm 2014    | Alex Jakubiak             | Watford                 | Oxford United            | Cho mượn           |
| 13 tháng 8 năm 2014    | Billy Sharp               | Southampton             | Leeds United             | Không tiết lộ      |
| 13 tháng 8 năm 2014    | DeAndre Yedlin            | Seattle Sounders        | Tottenham Hotspur        | Không tiết lộ      |
| 13 tháng 8 năm 2014    | DeAndre Yedlin            | Tottenham Hotspur       | Seattle Sounders         | Cho mượn           |
| 14 tháng 8 năm 2014    | Will Buckley              | Brighton & Hove Albion  | Sunderland               | Không tiết lộ      |
| 14 tháng 8 năm 2014    | Javi García               | Manchester City         | Zenit                    | £13m               |
| 14 tháng 8 năm 2014    | Florin Gardoș             | Steaua București        | Southampton              | £6m                |
| 14 tháng 8 năm 2014    | Martin Kelly              | Liverpool               | Crystal Palace           | Không tiết lộ      |
| 14 tháng 8 năm 2014    | Shane Long                | Hull City               | Southampton              | £12m               |
| 14 tháng 8 năm 2014    | Jamie Ness                | Stoke City              | Crewe Alexandra          | Cho mượn           |
| 14 tháng 8 năm 2014    | Paul Taylor               | Ipswich Town            | Rotherham United         | Cho mượn           |
| 14 tháng 8 năm 2014    | Robert Tesche             | Tự do                   | Nottingham Forest        | Miễn phí           |
| 15 tháng 8 năm 2014    | Stephen Bywater           | Millwall                | Gillingham               | Cho mượn           |
| 15 tháng 8 năm 2014    | Dino Fazlic               | Tự do                   | Fulham                   | Miễn phí           |
| 15 tháng 8 năm 2014    | Sean Morrison             | Reading                 | Cardiff City             | Không tiết lộ      |
| 15 tháng 8 năm 2014    | Jota                      | Celta Vigo              | Brentford                | Không tiết lộ      |
| 15 tháng 8 năm 2014    | Mark O'Brien              | Derby County            | Motherwell               | Cho mượn           |
| 15 tháng 8 năm 2014    | Anthony Pilkington        | Norwich City            | Cardiff City             | £1m                |
| 15 tháng 8 năm 2014    | Diafra Sakho              | Metz                    | West Ham United          | Không tiết lộ      |
| 15 tháng 8 năm 2014    | Conor Sammon              | Derby County            | Ipswich Town             | Cho mượn           |
| 15 tháng 8 năm 2014    | Carlos Sánchez            | Elche                   | Aston Villa              | Không tiết lộ      |
| 15 tháng 8 năm 2014    | João Carlos Teixeira      | Liverpool               | Brighton & Hove Albion   | Cho mượn           |
| 15 tháng 8 năm 2014    | Jon Toral                 | Arsenal                 | Brentford                | Cho mượn           |
| 15 tháng 8 năm 2014    | Stephen Ward              | Wolverhampton Wanderers | Burnley                  | Không tiết lộ      |
| 15 tháng 8 năm 2014    | François Zoko             | Tự do                   | Blackpool                | Miễn phí           |
| 16 tháng 8 năm 2014    | Damià                     | Tự do                   | Middlesbrough            | Miễn phí           |
| 16 tháng 8 năm 2014    | Alberto Moreno            | Sevilla                 | Liverpool                | £12m               |
| 16 tháng 8 năm 2014    | Victor Moses              | Chelsea                 | Stoke City               | Cho mượn           |
| 16 tháng 8 năm 2014    | Nile Ranger               | Tự do                   | Blackpool                | Miễn phí           |
| 18 tháng 8 năm 2014    | Luke Armstrong            | Tự do                   | Birmingham City          | Miễn phí           |
| 18 tháng 8 năm 2014    | Janoi Donacien            | Aston Villa             | Tranmere Rovers          | Cho mượn           |
| 18 tháng 8 năm 2014    | Danny Holla               | Tự do                   | Brighton & Hove Albion   | Miễn phí           |
| 18 tháng 8 năm 2014    | Tiago Ilori               | Liverpool               | Bordeaux                 | Cho mượn           |
| 18 tháng 8 năm 2014    | Conrad Logan              | Leicester City          | Rochdale                 | Cho mượn           |
| 18 tháng 8 năm 2014    | Marko Marin               | Chelsea                 | Fiorentina               | Cho mượn           |
| 18 tháng 8 năm 2014    | Josh McEachran            | Chelsea                 | Vitesse Arnhem           | Cho mượn           |
| 18 tháng 8 năm 2014    | Luke O'Neill              | Burnley                 | Scunthorpe United        | Cho mượn           |
| 18 tháng 8 năm 2014    | Eduard Oriol              | AEL Limassol            | Blackpool                | Miễn phí           |
| 18 tháng 8 năm 2014    | Kévin Théophile-Catherine | Cardiff City            | Saint-Étienne            | Cho mượn           |
| 19 tháng 8 năm 2014    | Christian Burgess         | Middlesbrough           | Peterborough United      | Cho mượn           |
| 19 tháng 8 năm 2014    | Devante Cole              | Manchester City         | Barnsley                 | Cho mượn           |
| 19 tháng 8 năm 2014    | Jack Marriott             | Ipswich Town            | Carlisle United          | Cho mượn           |
| 19 tháng 8 năm 2014    | Paddy McCourt             | Tự do                   | Brighton & Hove Albion   | Miễn phí           |
| 19 tháng 8 năm 2014    | Nani                      | Manchester United       | Sporting CP              | Cho mượn           |
| 20 tháng 8 năm 2014    | Joe Bennett               | Aston Villa             | Brighton & Hove Albion   | Cho mượn           |
| 20 tháng 8 năm 2014    | Carlos Cuéllar            | Tự do                   | Norwich City             | Miễn phí           |
| 20 tháng 8 năm 2014    | Leroy Fer                 | Norwich City            | Queens Park Rangers      | £8m                |
| 20 tháng 8 năm 2014    | Federico Fernández        | Napoli                  | Swansea City             | Không tiết lộ      |
| 20 tháng 8 năm 2014    | Cameron Jerome            | Stoke City              | Norwich City             | Không tiết lộ      |
| 20 tháng 8 năm 2014    | Marcos Rojo               | Sporting CP             | Manchester United        | £16m               |
| 21 tháng 8 năm 2014    | Kieran Agard              | Rotherham United        | Bristol City             | Không tiết lộ      |
| 21 tháng 8 năm 2014    | Mirco Antenucci           | Ternana                 | Leeds United             | Không tiết lộ      |
| 21 tháng 8 năm 2014    | Oliver Norwood            | Huddersfield Town       | Reading                  | Không tiết lộ      |
| 21 tháng 8 năm 2014    | Charlie Wyke              | Middlesbrough           | Reading                  | Cho mượn           |
| 21 tháng 8 năm 2014    | Eduardo Vargas            | Napoli                  | Queens Park Rangers      | Cho mượn           |
| 22 tháng 8 năm 2014    | Tiago Casasola            | Boca Juniors            | Fulham                   | Không tiết lộ      |
| 22 tháng 8 năm 2014    | Josh Clarke               | Brentford               | Dagenham & Redbridge     | Cho mượn           |
| 22 tháng 8 năm 2014    | Scott Harrison            | Sunderland              | Hartlepool United        | Cho mượn           |
| 22 tháng 8 năm 2014    | Georgios Samaras          | Tự do                   | West Bromwich Albion     | Miễn phí           |
| 22 tháng 8 năm 2014    | Richard Smallwood         | Middlesbrough           | Rotherham United         | Không tiết lộ      |
| 22 tháng 8 năm 2014    | Jayden Stockley           | Bournemouth             | Cambridge United         | Cho mượn           |
| 22 tháng 8 năm 2014    | Anthony Wordsworth        | Ipswich Town            | Rotherham United         | Cho mượn           |
| 23 tháng 8 năm 2014    | Joe Lumley                | Queens Park Rangers     | Accrington Stanley       | Cho mượn           |
| 24 tháng 8 năm 2014    | Adrián Colunga            | Getafe                  | Brighton & Hove Albion   | Không tiết lộ      |
| 25 tháng 8 năm 2014    | Mario Balotelli           | Milan                   | Liverpool                | £16m               |
| 25 tháng 8 năm 2014    | Rene Gilmartin            | St Patrick's Athletic   | Watford                  | Không tiết lộ      |
| 25 tháng 8 năm 2014    | Ryan Shotton              | Stoke City              | Derby County             | Cho mượn           |
| 25 tháng 8 năm 2014    | Casper Sloth              | AGF                     | Leeds United             | Không tiết lộ      |
| 26 tháng 8 năm 2014    | Cristian Battocchio       | Watford                 | Virtus Entella           | Cho mượn           |
| 26 tháng 8 năm 2014    | Michael Dawson            | Tottenham Hotspur       | Hull City                | Không tiết lộ      |
| 26 tháng 8 năm 2014    | Ángel Di María            | Real Madrid             | Manchester United        | £59.7m             |
| 26 tháng 8 năm 2014    | Samuel Eto'o              | Tự do                   | Everton                  | Miễn phí           |
| 26 tháng 8 năm 2014    | Gary Gardner              | Aston Villa             | Brighton & Hove Albion   | Cho mượn           |
| 26 tháng 8 năm 2014    | George Saville            | Chelsea                 | Wolverhampton Wanderers  | Không tiết lộ      |
| 27 tháng 8 năm 2014    | Sam Baldock               | Bristol City            | Brighton & Hove Albion   | Không tiết lộ      |
| 27 tháng 8 năm 2014    | Federico Fazio            | Sevilla                 | Tottenham Hotspur        | Không tiết lộ      |
| 28 tháng 8 năm 2014    | Reece Brown               | Birmingham City         | Notts County             | Cho mượn           |
| 28 tháng 8 năm 2014    | Esteban Cambiasso         | Tự do                   | Leicester City           | Miễn phí           |
| 28 tháng 8 năm 2014    | Ryan Fredericks           | Tottenham Hotspur       | Middlesbrough            | Cho mượn           |
| 28 tháng 8 năm 2014    | Gábor Király              | 1860 Munich             | Fulham                   | Không tiết lộ      |
| 28 tháng 8 năm 2014    | John Marquis              | Millwall                | Cheltenham Town          | Cho mượn           |
| 28 tháng 8 năm 2014    | Conor McGrandles          | Falkirk                 | Norwich City             | £1m                |
| 28 tháng 8 năm 2014    | Mathias Ranégie           | Watford                 | Millwall                 | Cho mượn           |
| 28 tháng 8 năm 2014    | Jack Robinson             | Liverpool               | Queens Park Rangers      | Không tiết lộ      |
| 28 tháng 8 năm 2014    | Jack Robinson             | Queens Park Rangers     | Huddersfield Town        | Cho mượn           |
| 28 tháng 8 năm 2014    | Wilfried Zaha             | Manchester United       | Crystal Palace           | Cho mượn           |
| 29 tháng 8 năm 2014    | James Demetriou           | Nottingham Forest       | Swansea City             | Miễn phí           |
| 29 tháng 8 năm 2014    | Tongo Doumbia             | Wolverhampton Wanderers | Toulouse                 | Không tiết lộ      |
| 29 tháng 8 năm 2014    | Shamir Fenelon            | Brighton & Hove Albion  | Rochdale                 | Cho mượn           |
| 29 tháng 8 năm 2014    | Giancarlo Gallifuoco      | Tự do                   | Swansea City             | Miễn phí           |
| 29 tháng 8 năm 2014    | Hallam Hope               | Everton                 | Sheffield Wednesday      | Cho mượn           |
| 29 tháng 8 năm 2014    | Jordon Ibe                | Liverpool               | Derby County             | Cho mượn           |
| 29 tháng 8 năm 2014    | Josh Lelan                | Derby County            | Swindon Town             | Cho mượn           |
| 29 tháng 8 năm 2014    | Alex McCarthy             | Reading                 | Queens Park Rangers      | Không tiết lộ      |
| 29 tháng 8 năm 2014    | Vadis Odjidja-Ofoe        | Club Brugge             | Norwich City             | Không tiết lộ      |
| 29 tháng 8 năm 2014    | Jordan Slew               | Blackburn Rovers        | Port Vale                | Cho mượn           |
| 30 tháng 8 năm 2014    | Adryan                    | Flamengo                | Leeds United             | Cho mượn           |
| 30 tháng 8 năm 2014    | Daniel Agger              | Liverpool               | Brøndby                  | £3m                |
| 30 tháng 8 năm 2014    | Patrick Bamford           | Chelsea                 | Middlesbrough            | Cho mượn           |
| 30 tháng 8 năm 2014    | Sebastián Blanco          | Metalist Kharkiv        | West Bromwich Albion     | Không tiết lộ      |
| 30 tháng 8 năm 2014    | Frédéric Bulot            | Standard Liège          | Charlton Athletic        | Cho mượn           |
| 30 tháng 8 năm 2014    | Claude Dielna             | Tự do                   | Sheffield Wednesday      | Miễn phí           |
| 30 tháng 8 năm 2014    | Duane Holmes              | Huddersfield Town       | Bury                     | Cho mượn           |
| 30 tháng 8 năm 2014    | Danny Simpson             | Queens Park Rangers     | Leicester City           | Không tiết lộ      |
| 30 tháng 8 năm 2014    | Alex Song                 | Barcelona               | West Ham United          | Cho mượn           |
| 31 tháng 8 năm 2014    | Dario Del Fabro           | Cagliari                | Leeds United             | Cho mượn           |
| 31 tháng 8 năm 2014    | Shinji Kagawa             | Manchester United       | Borussia Dortmund        | Không tiết lộ      |
| 31 tháng 8 năm 2014    | Brian Lenihan             | Cork City               | Hull City                | Không tiết lộ      |
| 31 tháng 8 năm 2014    | Konstantinos Mitroglou    | Fulham                  | Olympiacos               | Cho mượn           |
| 31 tháng 8 năm 2014    | Loïc Rémy                 | Queens Park Rangers     | Chelsea                  | £10.5m             |
| 31 tháng 8 năm 2014    | Fernando Torres           | Chelsea                 | Milan                    | Cho mượn           |
| 1 tháng 9 năm 2014     | Krisztián Adorján         | Liverpool               | Novara                   | Không tiết lộ      |
| 1 tháng 9 năm 2014     | Toby Alderweireld         | Atlético Madrid         | Southampton              | Cho mượn           |
| 1 tháng 9 năm 2014     | Ricardo Álvarez           | Internazionale          | Sunderland               | Cho mượn           |
| 1 tháng 9 năm 2014     | Morgan Amalfitano         | Marseille               | West Ham United          | Không tiết lộ      |
| 1 tháng 9 năm 2014     | Oussama Assaidi           | Liverpool               | Stoke City               | Cho mượn           |
| 1 tháng 9 năm 2014     | Mo Barrow                 | Östersund               | Swansea City             | Không tiết lộ      |
| 1 tháng 9 năm 2014     | Luciano Becchio           | Norwich City            | Rotherham United         | Cho mượn           |
| 1 tháng 9 năm 2014     | Hatem Ben Arfa            | Newcastle United        | Hull City                | Cho mượn           |
| 1 tháng 9 năm 2014     | Betinho                   | Sporting CP             | Brentford                | Cho mượn           |
| 1 tháng 9 năm 2014     | Jamal Blackman            | Chelsea                 | Middlesbrough            | Cho mượn           |
| 1 tháng 9 năm 2014     | Daley Blind               | Ajax                    | Manchester United        | £13.8m             |
| 1 tháng 9 năm 2014     | George Boyd               | Hull City               | Burnley                  | £3m                |
| 1 tháng 9 năm 2014     | Alex Bray                 | Swansea City            | Plymouth Argyle          | Cho mượn           |
| 1 tháng 9 năm 2014     | José Cañas                | Swansea City            | Espanyol                 | Miễn phí           |
| 1 tháng 9 năm 2014     | Nathaniel Chalobah        | Chelsea                 | Burnley                  | Cho mượn           |
| 1 tháng 9 năm 2014     | Jonson Clarke-Harris      | Oldham Athletic         | Rotherham United         | Không tiết lộ      |
| 1 tháng 9 năm 2014     | Tom Cleverley             | Manchester United       | Aston Villa              | Cho mượn           |
| 1 tháng 9 năm 2014     | Sebastián Coates          | Liverpool               | Sunderland               | Cho mượn           |
| 1 tháng 9 năm 2014     | Andy Delort               | Brenford                | Tours                    | Không tiết lộ      |
| 1 tháng 9 năm 2014     | Mohamed Diamé             | West Ham United         | Hull City                | Không tiết lộ      |
| 1 tháng 9 năm 2014     | Souleymane Doukara        | Catania                 | Leeds United             | Không tiết lộ      |
| 1 tháng 9 năm 2014     | Kevin Doyle               | Wolverhampton Wanderers | Crystal Palace           | Cho mượn           |
| 1 tháng 9 năm 2014     | Royston Drenthe           | Reading                 | Sheffield Wednesday      | Cho mượn           |
| 1 tháng 9 năm 2014     | Shane Duffy               | Everton                 | Blackburn Rovers         | Không tiết lộ      |
| 1 tháng 9 năm 2014     | Karim El Ahmadi           | Aston Villa             | Feyenoord                | Không tiết lộ      |
| 1 tháng 9 năm 2014     | Radamel Falcao            | Monaco                  | Manchester United        | Cho mượn           |
| 1 tháng 9 năm 2014     | Adam Forshaw              | Brentford               | Wigan Athletic           | Không tiết lộ      |
| 1 tháng 9 năm 2014     | Zeki Fryers               | Tottenham Hotspur       | Crystal Palace           | Không tiết lộ      |
| 1 tháng 9 năm 2014     | Danny Gabbidon            | Tự do                   | Cardiff City             | Miễn phí           |
| 1 tháng 9 năm 2014     | John Guidetti             | Manchester City         | Celtic                   | Cho mượn           |
| 1 tháng 9 năm 2014     | David Henen               | Olympiacos              | Everton                  | Cho mượn           |
| 1 tháng 9 năm 2014     | Abel Hernández            | Palermo                 | Hull City                | £10m               |
| 1 tháng 9 năm 2014     | Javier Hernández          | Manchester United       | Real Madrid              | Cho mượn           |
| 1 tháng 9 năm 2014     | Seb Hines                 | Middlesbrough           | Coventry City            | Cho mượn           |
| 1 tháng 9 năm 2014     | Lewis Holtby              | Tottenham Hotspur       | Hamburg                  | Cho mượn           |
| 1 tháng 9 năm 2014     | Jos Hooiveld              | Southampton             | Norwich City             | Cho mượn           |
| 1 tháng 9 năm 2014     | Mark Hudson               | Cardiff City            | Huddersfield Town        | Không tiết lộ      |
| 1 tháng 9 năm 2014     | Emyr Huws                 | Manchester City         | Wigan Athletic           | Không tiết lộ      |
| 1 tháng 9 năm 2014     | Alexander Kačaniklić      | Fulham                  | Copenhagen               | Cho mượn           |
| 1 tháng 9 năm 2014     | Michael Keane             | Manchester United       | Burnley                  | Cho mượn           |
| 1 tháng 9 năm 2014     | Tom Koblenz               | Tự do                   | Derby County             | Miễn phí           |
| 1 tháng 9 năm 2014     | Niko Kranjčar             | Dynamo Kyiv             | Queens Park Rangers      | Cho mượn           |
| 1 tháng 9 năm 2014     | William Kvist             | Stuttgart               | Wigan Athletic           | Miễn phí           |
| 1 tháng 9 năm 2014     | Tom Lawrence              | Manchester United       | Leicester City           | Không tiết lộ      |
| 1 tháng 9 năm 2014     | Vitālijs Maksimenko       | Brighton & Hove Albion  | VVV                      | Cho mượn           |
| 1 tháng 9 năm 2014     | Sadio Mané                | Red Bull Salzburg       | Southampton              | £10m               |
| 1 tháng 9 năm 2014     | Bruno Ecuele Manga        | Lorient                 | Cardiff City             | Không tiết lộ      |
| 1 tháng 9 năm 2014     | James McArthur            | Wigan Athletic          | Crystal Palace           | £7m                |
| 1 tháng 9 năm 2014     | Ignasi Miquel             | Arsenal                 | Norwich City             | Không tiết lộ      |
| 1 tháng 9 năm 2014     | Ryo Miyaichi              | Arsenal                 | Twente                   | Cho mượn           |
| 1 tháng 9 năm 2014     | Brian Montenegro          | Nacional                | Leeds United             | Cho mượn           |
| 1 tháng 9 năm 2014     | Glenn Murray              | Crystal Palace          | Reading                  | Cho mượn           |
| 1 tháng 9 năm 2014     | Álvaro Negredo            | Manchester City         | Valencia                 | Cho mượn           |
| 1 tháng 9 năm 2014     | Frank Nouble              | Ipswich Town            | Coventry City            | Cho mượn           |
| 1 tháng 9 năm 2014     | Jonathan Obika            | Tottenham Hotspur       | Swindon Town             | Không tiết lộ      |
| 1 tháng 9 năm 2014     | Jack O'Connell            | Blackburn Rovers        | Rochdale                 | Cho mượn           |
| 1 tháng 9 năm 2014     | Dominic Poleon            | Leeds United            | Oldham Athletic          | Không tiết lộ      |
| 1 tháng 9 năm 2014     | Nick Powell               | Manchester United       | Leicester City           | Cho mượn           |
| 1 tháng 9 năm 2014     | Jack Price                | Wolverhampton Wanderers | Yeovil Town              | Cho mượn           |
| 1 tháng 9 năm 2014     | Gastón Ramírez            | Southampton             | Hull City                | Cho mượn           |
| 1 tháng 9 năm 2014     | Micah Richards            | Manchester City         | Fiorentina               | Cho mượn           |
| 1 tháng 9 năm 2014     | Sandro                    | Tottenham Hotspur       | Queens Park Rangers      | £6m                |
| 1 tháng 9 năm 2014     | Kris Scott                | Swansea City            | Leicester City           | Miễn phí           |
| 1 tháng 9 năm 2014     | Matt Smith                | Leeds United            | Fulham                   | Không tiết lộ      |
| 1 tháng 9 năm 2014     | Benjamin Stambouli        | Montpellier             | Tottenham Hotspur        | Không tiết lộ      |
| 1 tháng 9 năm 2014     | Jason Steele              | Middlesbrough           | Blackburn Rovers         | Cho mượn           |
| 1 tháng 9 năm 2014     | Jack Stephens             | Southampton             | Swindon Town             | Cho mượn           |
| 1 tháng 9 năm 2014     | Andrew Surman             | Norwich City            | Bournemouth              | Không tiết lộ      |
| 1 tháng 9 năm 2014     | Louis Thompson            | Swindon Town            | Norwich City             | Không tiết lộ      |
| 1 tháng 9 năm 2014     | Louis Thompson            | Norwich City            | Swindon Town             | Cho mượn           |
| 1 tháng 9 năm 2014     | Michael Tidser            | Rotherham United        | Oldham Athletic          | Cho mượn           |
| 1 tháng 9 năm 2014     | Ryan Tunnicliffe          | Fulham                  | Blackburn Rovers         | Cho mượn           |
| 1 tháng 9 năm 2014     | Marco van Ginkel          | Chelsea                 | Milan                    | Cho mượn           |
| 1 tháng 9 năm 2014     | Jelle Vossen              | Genk                    | Middlesbrough            | Cho mượn           |
| 1 tháng 9 năm 2014     | Ryan Watson               | Leicester City          | Northampton Town         | Cho mượn           |
| 1 tháng 9 năm 2014     | Danny Welbeck             | Manchester United       | Arsenal                  | £16m               |
| 1 tháng 9 năm 2014     | Yanic Wildschut           | Heerenveen              | Middlesbrough            | Không tiết lộ      |
| 1 tháng 9 năm 2014     | Mapou Yanga-Mbiwa         | Newcastle United        | Roma                     | Cho mượn           |

a  Player officially joined his club when the loan window for Football League clubs re-opened on 8 February.

b  Cầu thủ chính thức gia nhập câu lạc bộ ngày 1 tháng 7 năm 2014.